# So Lucky
So Lucky é uma canção da banda Zdob şi Zdub. Eles representaram a Moldávia no Festival Eurovisão da Canção 2011 na segunda semi-final, terminando em 10º lugar com 54 pontos, conseguindo passar á final e classificando-se em 12º lugar com 97 pontos na final.

## Letra
A letra menciona que devemos viver a vida ao máximo, sem limites, sempre aos namoricos, e “curtir” a vida como ela bem merece. 